# Карборановая кислота

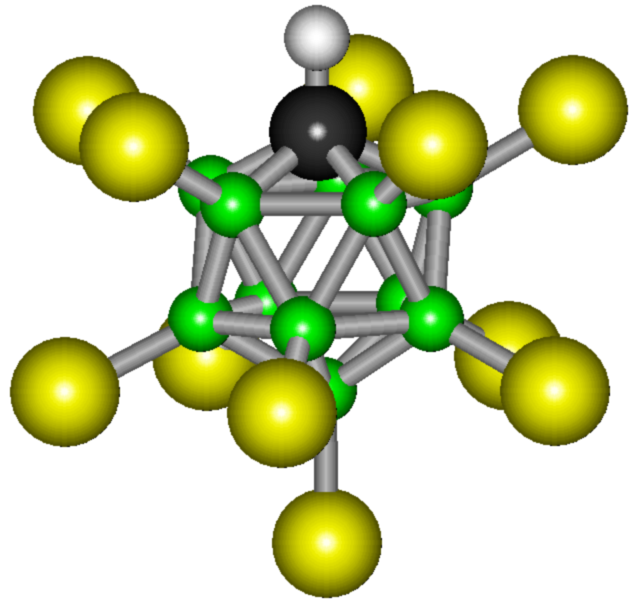
3D-модель аниона карборановой кислоты (водород обозначен белым, бор — зелёным, хлор — жёлтым, углерод — чёрным.

3D-анимация иона карборановой кислоты

2,3,4,5,6,7,8,9,10,11,12-Ундекахлор-1-карба-клозо-додекаборан(12) (журналистское название Карборановая кислота) — одна из самых сильных кислот (суперкислота), полученных в начале XXI века.
Химическая формула — H(CHB11Cl11). Карборановая часть молекулы имеет икосаэдрическую структуру.

## Получение
Получена реакцией 1-триэтилсилил-2,3,4,5,6,7,8,9,10,11,12-ундекахлор-1-карба-клозо-додекаборана(12) с газообразным хлороводородом.

## Свойства
Бесцветное сильно гигроскопичное кристаллическое вещество. Может быть перегнано в высоком вакууме. С водой и влагой воздуха образует соль гидроксония. Не действует на стекло. Как сильная кислота может действовать на кожу, но ее натриевая соль малотоксична. Как сильная кислота может реагировать с металлами до водорода с образованием солей и выделением водорода.
Карборановая кислота приблизительно в миллион раз сильнее концентрированной серной кислоты. В обычных шкалах измерить силу кислоты не удается, так как кислота протонирует все известные слабые основания и все растворители, в которых она растворяется.
Протонирует бензол, давая стабильную соль бензолия. Протонирует фуллерен-60, диоксид серы.
На данный момент сильнейшей известной кислотой, которую можно хранить в лаборатории, является фторированная карборановая кислота.

## История создания кислоты
Кислота создана в университете Калифорнии (США) при участии сотрудников Института катализа СО РАН (Новосибирск). Идея синтеза карборановой кислоты родилась из фантазий «о молекулах, никогда прежде не создаваемых», — сказал Кристофер Рид, один из её создателей, в интервью службе новостей Nature.